# 國立佳冬高級農業職業學校
國立佳冬高級農業職業學校，（英語：National ChiaTung Agricultural Vocational senior high school，簡稱為佳冬高農CTVS），是一所位於台灣屏東縣佳冬鄉的國立技術型高級中等學校。

## 校史
- 創校於昭和十二年(1937)。校地面積為11.6214公頃。
- 最初校名為「公立佳冬農業專修學校」，於昭和十二年(1937)年4月1日成立。
- 第一任校長為八重正夫。昭和十二年(1937)年就任。
- 第二任校長為平間直行。昭和十四年(1939)年就任。
- 第三任校長為福山忠義。昭和十八年(1943)年就任。
- 民國34年（1945年）更名為「高雄縣立初級農業學校」
- 第四任校長為賴整宥。民國34年（1945年）就任。
- 第五任校長為戴阿雙。民國35年（1946年）就任。
- 第六任校長為劉安生。民國36年（1947年）就任。
- 第七任校長為謝瑞西。民國37年（1948年）就任。

## 歷任校長

### 日治時期
| 任次  | 校長     | 任期時間                 |
| ----- | -------- | ------------------------ |
| 第1任 | 八重正夫 | 昭和12年（1937年）就任。 |
| 第2任 | 平間直行 | 昭和14年（1939年）就任。 |
| 第3任 | 福山忠義 | 昭和18年（1943年）就任。 |

- 民國34年（1945年）更名為「高雄縣立初級農業學校」。

### 戰後時期
| 任次   | 校長   | 任期時間              |
| ------ | ------ | --------------------- |
| 第1任  | 賴整宥 | 1945年1月－1945年7月  |
| 第2任  | 戴阿雙 | 1945年8月－1946年7月  |
| 第3任  | 劉安生 | 1946年7月－1947年7月  |
| 第4任  | 謝瑞西 | 1947年7月－1949年7月  |
| 第5任  | 龐乃鑫 | 1950年7月－1952年7月  |
| 第6任  | 陳有輝 | 1952年7月－1959年7月  |
| 第7任  | 蔡鶴年 | 1959年8月－1963年10月 |
| 第8任  | 廖國驥 | 1963年10月－1972年2月 |
| 第9任  | 任藝華 | 1972年2月－1980年2月  |
| 第10任 | 劉文德 | 1980年2月－1985年2月  |
| 第11任 | 江佐顯 | 1985年2月－1989年2月  |
| 第12任 | 吳文立 | 1989年2月－1991年2月  |
| 第13任 | 童貴和 | 1991年2月－2000年7月  |
| 第14任 | 蕭金榮 | 2000年8月－2006年7月  |
| 第15任 | 張福祥 | 2006年8月－2010年7月  |
| 第16任 | 徐震魁 | 2010年8月－2014年7月  |
| 第17任 | 楊榮豐 | 2014年8月－2020年8月  |
| 第18任 | 林鴻源 | 2020年8月－至今       |

## 教學單位

### 實用技能學程

#### 動力機械群
•機車修護科 （页面存档备份，存于）110學年度第二學期（2022）開始招生

### 農業群
- 園藝技術科（页面存档备份，存于）

### 食品群
- 烘焙食品科（页面存档备份，存于）

### 農業群
- 農場經營科（页面存档备份，存于）
- 園藝科（页面存档备份，存于）
- 畜產保健科（页面存档备份，存于）

### 動力機械群
- 農業機械科（页面存档备份，存于）

### 食品群
- 食品加工科（页面存档备份，存于）

### 餐旅群
- 餐飲管理科（页面存档备份，存于）

### 商管群
- 電子商務科（页面存档备份，存于）：104學年度（2015年）開始正式招生。

## 姊妹校
- 德国：鄔爾全農業家政職業學校（德语：Georgsanstalt）
- 泰國：清邁農業及工業技術專科學校（Chiang Mai College of Agriculture and Technology）
- ：全南生命科學高等學校（朝鲜语：전남생명과학고등학교）

## 外部連結
- 國立佳冬高級農業職業學校 （页面存档备份，存于）（繁體中文）
- FB粉絲團海角驕陽-幸福佳農（页面存档备份，存于）